# Nora Stanton Blatch Barney
Nora Stanton Blatch Barney (30 de septiembre de 1883, Basingstoke, Inglaterra - 18 de enero de 1971, Greenwich, Estados Unidos) fue una ingeniera civil, arquitecta y activista  sufragista y feminista estadounidense. Fue una de las primeras mujeres en graduarse en ingeniería en Estados Unidos.  Miembro de una familia de luchadoras por los derechos de las mujeres, hija de la sufragista Harriot Stanton Blatch y nieta de la histórica Elizabeth Cady Stanton, se negó a renunciar a su carrera de ingeniera haciendo frente a la exigencia de su marido, el inventor Lee De Forest, de quien se separó al año de casarse. Éste denunció públicamente en un artículo del New York Times en 1911 las complicaciones de tener una esposa con carrera universitaria.

## Biografía
Nació como Nora Stanton Blatch en Inglaterra, en Basingstoke en el seno de una familia por parte materna comprometida en la lucha por los derechos de las mujeres y en el activismo sufragista estadounidense. Su  madre era Harriot Stanton Blatch y su abuela la histórica líder sufragista estadounidense Elizabeth Cady Stanton.  Harriot Stanton Blatch conoció al empresario inglés William Henry Blatch, Jr., que sería su futuro marido, de regreso a Estados Unidos durante una estancia en Europa y tras su boda en 1882 vivió durante veinte años en Basingstoke donde nació Nora. 
Estudió latín y matemáticas en el Horace Mann School de Nueva York empezando 1897 y regresando a Inglaterra durante el verano. Finalmente la familia se trasladó definitivamente a Estados Unidos en 1902 y Blatch estudió en la Universidad Cornell en Ithaca, Nueva York, donde se convirtió, en la primera mujer graduada en ingeniería civil en esta universidad y, según la Enciclopedia Británica, en la primera mujer que en Estados Unidos, habría obtenido el título de ingeniería civil. Se diplomó en 1905 y el mismo año se convirtió en la primera mujer en ser aceptada (con estatus junior) en la Sociedad Estadounidense de Ingenieros Civiles.
Empezó a trabajar en el New York City Board of Water Supply y para la American Bridge Company en 1905-1906.
También estudió electricidad y matemáticas en la Universidad de Columbia para poder trabajar como asistenta de laboratorio de Lee De Forest, inventor del tubo de vacío de radio, con quien se casó en 1908. Blatch trabajó para la empresa de su esposo en Nueva Jersey hasta 1909, cuando se separaron. Durante ese periodo ayudó a administrar algunas de las empresas que él había fundado. El matrimonio duró apenas un año por la insistencia de Forest de que Nora renunciara a su profesión y se convirtiera en ama de casa.
Regresó a Nueva York y trabajó como ingeniera asistente y delineante jefa en Radley Steel Construction Company hasta 2012 y posteriormente durante varios años como ingeniera asistente para la Comisión de Servicios Públicos del Estado de Nueva York. 
En paralelo, a tiempo parcial comenzó a trabajar en 1914 como arquitecta y desarrolladora en Long Island. 
En 1916 ganó notoriedad cuando presentó una demanda contra la ASCE, que había cancelado su membresía cuando ésta superó la edad límite permitida para tener el estatus de junior pero la perdió. Tuvieron que pasar 99 años para que a título póstumo se reconociera su membresía en la asociación.

### Activismo sufragista
Junto a su actividad laboral Nora dedicó también tiempo al activismo en favor de los derechos de las mujeres y a la lucha sufragista. Mientras estudiaba en la Universidad Cornel fundó un Club Sufragista y de 1909 a 1917 hizo campaña en Nueva York. Asumió la presidencia de la Unión Política de Mujeres en 1915 sucediendo a su madre y editó el Women’s Political World. Participó, por tanto, en la lucha del Partido Nacional de las Mujeres para la Enmienda sobre Igualdad de Derechos.
En 1919 se casó de nuevo y en 1923 se trasladaron a Greenwich donde Nora trabajó como promotora inmobiliaria.
Mantuvo el activismo político hasta sus últimos años escribiendo panfletos como World Peace Through a People's Parliament en 1944 y Women as Human Beings (Mujeres como seres humanos) publicado en 1946.
Murió el 18 de enero de 1971 a los 87 años.

## Vida personal
En 1908 se casó con el inventor Lee De Forest. Se separaron un año después, a causa del empeño de este porque Nora abandonara su profesión y se dedicara a ser ama de casa. En junio de 1909 dio a luz a su hija Harriot. Se divorciaron en 1912. De Forest escribió un artículo en el New York Times el 28 de julio de 1911 en medio de su divorcio titulado: "Warns Wives of "Careers" (Advierte a las esposas de las "carreras").  En 1919, contrajo nuevo matrimonio, con Morgan Barney, arquitecto naval. El 12 de julio de 1920 nació su hija Rhoda Barney Jenkins. En Nueva York fue arquitecta y activista social. Rhoda murió el 25 de agosto de 2007 en Greenwich.

## Reconocimientos póstumos
En 2015 fue ascendida póstumamente al estatus de miembro de la ASCE.